# Illes Zhongsha
Les Illes Zhongsha (en xinès:中沙群岛, pinyin:Zhōng shā qúndǎo, literalment: sorres del centre) són una col·lecció de bancs totalment submergits, muntanyes submarines i bancs en el Mar de la Xina Meridional. Les dues característiques principals de la zona són el Banc Macclesfield (xinès: Zhongsha) i el banc de sorra Scarborough. El conjunt de la regió és reclamat per la República Popular Xina i la República de la Xina, i diversos trossos de la part occidental són reclamats per Filipines. Cap país té el control de la regió, i de fet hi ha constants disputes. (vegeu enfrontament Scarborough Shoal)
Aquesta regió és reclamada per la República Popular Xina, la República de la Xina i les Filipines.

## Geografia
L'atol de les "illes Zhongsh " es inclou:
Cap a l'oest, prop de les illes Paracel :
- Banc Macclesfield (Zhongsha Dao)
  - Escull Walker

Cap a l'est, prop de les Filipines:
- Escull Scarborough (Nanyan Dao 南巖 島 o Huangyan Dao 黃岩 島; 15° 11′ N, 117° 46′ E / 15.183°N,117.767°E)
- Escull Truro (Sianfa Ansha o Shianfa Ansha 特魯 暗 沙; 16° 20′ N, 116° 44′ E / 16.333°N,116.733°E)

Al nord:
| Nom anglès            | Transliteració Pinyin | Nom xinès           | Coordenades                                      |
| --------------------- | --------------------- | ------------------- | ------------------------------------------------ |
| Siamese Shoal         | Simen Ansha           | 西門暗沙            | 15° 58′ N, 114° 03′ E / 15.967°N,114.050°E /, () |
| Bankok Shoal          | Bengu Ansha           | 本固暗沙            | 16° 00′ N, 114° 06′ E / 16.000°N,114.100°E       |
| Magpie Shoal          | Meibin Ansha          | 美濱暗沙            | 16° 03′ N, 114° 13′ E / 16.050°N,114.217°E       |
| Carpenter Shoal       | Luban Ansha           | 魯班暗沙            | 16° 04′ N, 114° 18′ E / 16.067°N,114.300°E       |
| Oliver Shoal          | Lifu Ansha            | 立夫暗沙            | 15° 57′ N, 115° 24′ E / 15.950°N,115.400°E       |
| Pigmy (Pygmy) Shoal   | Biwei Ansha           | 比微暗沙            | 16° 13′ N, 114° 44′ E / 16.217°N,114.733°E       |
| Engeria (Egeria) Bank | Yinji Ansha           | 隱磯灘              | 16° 03′ N, 114° 56′ E / 16.050°N,114.933°E       |
| Howard Shoal          | Wuyong Ansha          | 武勇暗沙            | 15° 52′ N, 114° 47′ E / 15.867°N,114.783°E       |
| Learmonth Shoal       | Jimeng Ansha          | 濟猛暗沙            | 15° 42′ N, 114° 41′ E / 15.700°N,114.683°E       |
| Plover Shoal          | Haijiu Ansha          | 海鳩暗沙            | 15° 36′ N, 114° 28′ E / 15.600°N,114.467°E       |
| Addington Patch       | Anding Lianjiao       | 安定連礁            | 15° 37′ N, 114° 24′ E / 15.617°N,114.400°E       |
| Smith Shoal           | Meisi Ansha           | 美溪暗沙            | 15° 27′ N, 114° 12′ E / 15.450°N,114.200°E       |
| Bassett Shoal         | Bude Ansha            | 布德暗沙            | 15° 27′ N, 114° 10′ E / 15.450°N,114.167°E       |
| Balfour Shoal         | Pofu Ansha            | 波洑暗沙 or伏洑暗沙 | 15° 27′ N, 114° 00′ E / 15.450°N,114.000°E       |
| Parry Shoal           | Paipo Ansha           | 排波暗沙            | 15° 29′ N, 113° 51′ E / 15.483°N,113.850°E       |
| Cawston Shoal         | Guodian Ansha         | 果淀暗沙            | 15° 32′ N, 113° 46′ E / 15.533°N,113.767°E       |
| Penguin Bank          | Paihong Ansha         | 排洪灘              | 15° 38′ N, 113° 43′ E / 15.633°N,113.717°E       |
| Tanered Shoal         | Taojing Ansha         | 濤靜暗沙            | 15° 41′ N, 113° 54′ E / 15.683°N,113.900°E       |
| Blegui Shoal          | Kongpai Ansha         | 控湃暗沙            | 15° 48′ N, 113° 54′ E / 15.800°N,113.900°E       |
| Cathy (Cathay) Shoal  | Huaxia Ansha          | 華夏暗沙            | 15° 54′ N, 113° 58′ E / 15.900°N,113.967°E       |
| Hardy Patches         | Shitanglian Lianjiao  | 石塘連礁            | 16° 02′ N, 114° 46′ E / 16.033°N,114.767°E       |
| Hand Shoal            | Zhizhang Ansha        | 指掌暗沙            | 16° 00′ N, 114° 39′ E / 16.000°N,114.650°E       |
| Margesson Shoal       | Nanfei Ansha          | 南扉暗沙            | 15° 55′ N, 114° 38′ E / 15.917°N,114.633°E       |
| Walker Shoal          | Manbu Ansha           | 漫步暗沙            | 15° 55′ N, 114° 29′ E / 15.917°N,114.483°E       |
| Phillip's Shoal       | Lexi Ansha            | 樂西暗沙            | 15° 52′ N, 114° 25′ E / 15.867°N,114.417°E       |
| Payne Shoal           | Pingnan Ansha         | 屏南暗沙            | 15° 52′ N, 114° 34′ E / 15.867°N,114.567°E       |